# Bdelyrus boliviensis
Bdelyrus boliviensis (лат.) — вид пластинчатоусых жуков рода Bdelyrus из подсемейства скарабеины (Scarabaeinae). Неотропика: Боливия (Yungas de LaPaz). Вид назван по месту обнаружения типовой серии.

## Описание
Длина тела до 10,16 мм, ширина до 5,0 мм. Отличаются тонко пунктированной областью мезостернума, узкими бёдрами самцов и их изогнутыми парамерами. Глаза мелкие, редуцированные. Клипеус не выступает вперёд. Межглазничное расстояние равно 8,7 диаметрам глаз; клипеус тонко пунктирован, а лоб и щёки грубо пунктированные. Основная окраска тела коричневато-чёрная, блестящая. Навозный жук, населяет вечнозелёные тропические леса Амазонии. Встречается на высоте 1000 м. Усики с 3-члениковой булавой. Задние голени с одной вершинной шпорой. Вид был впервые описан в 1998 году канадским энтомологом Джойсом Куком (Joyce Cook, North Augusta, Онтарио, Канада) по материалам, собранным в Боливии.